# India Sherret
India Sherret (Cranbrook, 29 maggio 1996) è una sciatrice freestyle canadese.

## Palmarès

### Mondiali juniores
- 1 medaglia:
  - 1 oro (ski cross a Chiesa in Valmalenco 2015)

### Coppa del Mondo
- Miglior piazzamento nella Coppa del Mondo di ski cross: 3ª nel 2024
- 11 podi:
  - 3 vittorie
  - 2 secondi posti
  - 6 terzi posti

#### Coppa del Mondo - vittorie
| Data             | Località    | Paese   | Specialità |
| ---------------- | ----------- | ------- | ---------- |
| 2 febbraio 2024  | Alleghe     | Italia  | SX         |
| 13 dicembre 2024 | Val Thorens | Francia | SX         |
| 17 gennaio 2025  | Reiteralm   | Austria | SX         |

Legenda:

SX = Ski cross